# Lesnoj
Lesnoj (ryska Лесно́й) är en stängd stad vid floden Tura norr om Jekaterinburg i Sverdlovsk oblast i Ryssland. Folkmängden uppgår till cirka 50 000 invånare.

## Historia
Staden grundades 1947 när produktionen av anrikat uran till kärnvapen togs upp i området. 1954 blev den den stängda staden Sverdlovsk-45 för tillverkning av kärnvapen.